# Poullignac
Poullignac é uma comuna francesa na região administrativa da Nova Aquitânia, no departamento de Charente. Estende-se por uma área de 8,94 km². Em 2010 a comuna tinha 89 habitantes (densidade: 10 hab./km²).